# Михнов, Валерий Павлович
Валерий Павлович Михнов (род. 9 сентября 1950) — советский футболист, советский и российский тренер.
Всю карьеру игрока провёл в команде второй лиги «Селенга» / «Локомотив» Улан-Удэ в 1972—1982, 1987—1990 годах. Работал в команде тренером (1987, с августа, 1989—1990, 1992—1993), главным тренером (1995—2000, 2013/14). Тренер любительской команды «Инициатива» Улан-Удэ (1991), главный тренер любительской команды «Ветераны» Улан-Удэ (2007).